# 日照市
日照市（にっしょう-し）は、中国山東省南部に位置する地級市。黄海の海州湾に面し、東に青島市、北に濰坊市、西に臨沂市と境を接しており、南に江蘇省連雲港市がある。
国内有数のコンテナ積出港（山東日照港）があることでも知られ、2021年には世界に先駆けて、沿岸オープン型全自動化コンテナターミナルが稼働を開始した。

## 行政区画
2市轄区・2県を管轄する。
- 市轄区：
  - 東港区・嵐山区
- 県：
  - 五蓮県・莒県

| 日照市の地図                                                                           |
| -------------------------------------------------------------------------------------- |
| 東港区 嵐山区 五蓮県 莒県 江蘇省連雲港市との境界未定地域であり、江蘇省側の実効支配中。 |

### 年表
この節の出典
- 1989年6月12日 - 山東省臨沂地区日照市が地級市の日照市に昇格。(1市)
- 1992年12月7日 (1区2県)
  - 東港区を設置。
  - 濰坊市五蓮県、臨沂地区莒県を編入。
- 1993年7月 - 東港区の南部に嵐山弁事処を設置。(1区2県)
- 2004年9月9日 - 東港区の一部(嵐山弁事処)が分立し、嵐山区が発足。(2区2県)
- 2013年12月24日 - 莒県の一部が嵐山区に編入。(2区2県)
- 2014年1月9日 - 嵐山区の一部が東港区に編入。(2区2県)

## 交通
主要道路
- G15 同三高速
- 228国道

鉄道
- 青塩線
- 新石線（中国語版）
- 日蘭高速鉄道（中国語版）

## 姉妹都市・友好都市
- トラブゾン（トルコ共和国 トラブゾン県）
- 室蘭市（日本国 北海道 胆振総合振興局）

## 姉妹港･提携港
- ギズボーン（ニュージーランド国 ギズボーン地方）

## 出身者
- 劉勰 - 『文心雕龍』の著者。
- 丁守存